# 切帕加蒂
切帕加蒂（義大利語：Cepagatti），是意大利佩斯卡拉省的一个市镇。总面积30.34平方公里，人口10460人，人口密度344.8人/平方公里（2009年）。ISTAT代码为068011。